# Routepanorama
Een routepanorama is een doorlopende tweedimensionaal beeld dat alle scènes die zichtbaar zijn vanaf een bepaalde route weergeeft. Het verschilt van een lokaal panorama met een statisch gezichtspunt, doordat ze achtereenvolgens het panorama toont vanaf opeenvolgende uitkijkpunten langs een bepaald pad. Een algemene benadering om een dergelijk complete routepanorama te verkrijgen is door gebruik te maken van een lijncamera gemonteerd op een voertuig die soepel de weg volgt. De camera scant periodiek de scènes in de zijrichting van het pad en sluit ze aan op de ruimtelijke afbeelding. Dit wordt gerealiseerd door een programma dat temporale beeldgegevens of videodata in een computer verwerkt. Het routepanorama kan zich uitstrekken over een lange afstand voor het indexeren van scènes en navigatie op het internet. Het lange beeld kan verder worden overgedragen aan en doorgescrold worden op computerschermen of handheldapparaten als bewegend panorama voor de toegang tot ruimtelijke locaties, navigatie, georeferentie, etc.
Wiskundig maakt het routepanorama gebruik van een parallel-en-perspectiefprojectie dat een continu en extreem geval is van multi-perspectief zicht op pixellijnen. De aspectratio van een object kan anders zijn dan wat een normale perspectiefprojectie genereert. 
Als de diepte van scènes van de weg een dominante laag heeft, kan een routepanorama ook gemaakt worden door het samenvoegen van foto's die achter elkaar genomen zijn langs de weg met behulp van fotomontage. 